# イシャナ・ナイト・シャマラン
イシャナ・ナイト・シャマラン（Ishana Night Shyamalan、1999/2000年 - ）はアメリカの映像作家。父親のM・ナイト・シャマランが製作した2024年のホラー映画『ザ・ウォッチャーズ』で監督デビューを果たした。

## 生い立ち
シャマランはフィラデルフィアで生まれ育った。シャマランは映像作家のM・ナイト・シャマランの娘である。シャマランと姉妹たちはホラー映画を見ながら育った。シャマランはニューヨーク大学ティッシュ芸術大学院を卒業した。

## キャリア
シャマランは姉のサレカとしばしばコラボレートしており、サレカのミュージックビデオをのほとんどを演出している。
シャマランは父親がショーランナーを勤めるホラーテレビドラマ『サーヴァント ターナー家の子守』のいくつかのエピソードで脚本と演出を担当している。シャマランはまた、父親の2021年の映画『オールド』と2023年の映画『ノック 終末の訪問者』でセカンドユニット監督をつとめた。
2023年2月、シャマランが『ザ・ウォッチャーズ』で映画監督デビューすることが発表された。この映画は父親が製作して2024年6月24日に公開され、否定的なレビューを受けた。

## 作品一覧

### 映画
| 年   | タイトル                | 監督 | 脚本 | その他 | 備考                 |
| ---- | ----------------------- | ---- | ---- | ------ | -------------------- |
| 2021 | 『オールド』            | No   | No   | Yes    | セカンドユニット監督 |
| 2023 | 『ノック 終末の訪問者』 | No   | No   | Yes    | セカンドユニット監督 |
| 2024 | 『ザ・ウォッチャーズ』  | Yes  | Yes  | No     | 監督デビュー作       |

### テレビ
| 年      | タイトル                          | 演出 | 脚本 | 製作 | 備考                  |
| ------- | --------------------------------- | ---- | ---- | ---- | --------------------- |
| 2021–23 | 『サーヴァント ターナー家の子守』 | Yes  | Yes  | Yes  | 脚本：10話、演出：6話 |

## 脚本
1. ↑  Zuckerman, Esther (2024年6月5日). “The Shyamalans: A Family That Scares Together” (英語). The New York Times. ISSN 0362-4331.  オリジナルの2024年6月5日時点におけるアーカイブ。 2024年6月6日閲覧。
2. 1 2  Piepenburg, Erik (2021年1月29日). “The Shyamalan Secret to Being Scary? It's in the Blood” (英語). The New York Times. ISSN 0362-4331.  オリジナルの2021年1月31日時点におけるアーカイブ。 2024年3月8日閲覧。
3. ↑  Tangcay, Jazz (2021年7月24日). “M. Night Shyamalan’s Daughter Follows in Filmmaking Footsteps as ‘Old’ Second Unit Director” (英語). Variety. 2021年7月31日時点のオリジナルよりアーカイブ。2024年6月6日閲覧。
4. ↑  Russian, Ale (2024年5月26日). “All About M. Night Shyamalan's Daughter, Ishana Night Shyamalan” (英語). People. 2024年6月3日時点のオリジナルよりアーカイブ。2024年6月6日閲覧。
5. 1 2 3  “M Night Shyamalan's daughter Ishana to make directorial debut with 'The Watchers'” (英語). The Hindu. (2023年2月16日). ISSN 0971-751X.  オリジナルの2024年3月8日時点におけるアーカイブ。 2024年3月8日閲覧。
6. ↑  Tanenbaum, Michael (2020年9月11日). “M. Night Shyamalan's daughters filmed debut music video at Philly bar”. www.phillyvoice.com. 2020年10月22日時点のオリジナルよりアーカイブ。2020年10月20日閲覧。
7. ↑  “An Interview with Saleka” (英語). Welcome to Vinyl Writer Music (2021年3月19日). 2021年4月20日時点のオリジナルよりアーカイブ。2021年4月20日閲覧。
8. ↑  Holub, Christian (February 4, 2022). “Why M. Night Shyamalan brought in his daughter Ishana to direct 'Servant' episodes” (英語). Entertainment Weekly.  オリジナルのMarch 4, 2024時点におけるアーカイブ。 2024年3月8日閲覧。.
9. ↑  Tangcay, Jazz (2021年7月24日). “M. Night Shyamalan's Daughter Follows in Filmmaking Footsteps as 'Old' Second Unit Director” (英語). Variety. 2021年7月31日時点のオリジナルよりアーカイブ。2024年3月8日閲覧。
10. ↑  D'Alessandro, Anthony (2023年2月14日). “Ishana Night Shyamalan Making Feature Directorial Debut With New Line Thriller 'The Watchers'; Summer 2024 Release Set” (英語). Deadline. 2023年2月14日時点のオリジナルよりアーカイブ。2024年3月8日閲覧。
11. ↑  D'Alessandro, Anthony (2024年2月28日). “'The Watchers': Ishana Night Shyamalan Horror Movie Moves To Father's Day Weekend”. Deadline Hollywood. 2024年2月29日時点のオリジナルよりアーカイブ。2024年2月29日閲覧。